# Município de Hopewell (condado de Seneca, Ohio)
O município de Hopewell (em inglês: Hopewell Township) é um município localizado no condado de Seneca no estado estadounidense de Ohio. No ano de 2010 tinha uma população de 2.774 habitantes e uma densidade populacional de 31,19 pessoas por km².

## Geografia
O município de Hopewell encontra-se localizado nas coordenadas 41° 07′ 31″ N, 83° 15′ 04″ O. Segundo a Departamento do Censo dos Estados Unidos, o município tem uma superfície total de 88.94 km², da qual 88,55 km² correspondem a terra firme e (0,44 %) 0,39 km² é água.

## Demografia
Segundo o censo de 2010, tinha 2.774 habitantes residindo no município de Hopewell. A densidade populacional era de 31,19 hab./km². Dos 2.774 habitantes, o município de Hopewell estava composto pelo 97,84 % brancos, o 0,43 % eram afroamericanos, o 0,07 % eram amerindios, o 0,54 % eram asiáticos, o 0,22 % eram de outras raças e o 0,9 % eram de uma mistura de raças. Do total da população o 1,55 % eram hispanos ou latinos de qualquer raça.